# 13 Lakes
13 Lakes é um filme feito em 16 mm e lançado em 2004 pelo cineasta independente americano James Benning. A película é um exemplo de cinema lento, enfatizando a introspecção e a contemplação. Em 2014, o filme foi adicionado ao National Film Registry dos EUA por ser considerado um "filme cultural, histórico e esteticamente significativo".

## Resumo
O filme tem 135 minutos de duração e consiste em 13 fotos estáticas de dez minutos de lagos localizados nos Estados Unidos. A película não possui enredo convencional, personagens ou diálogo. A composição foi descrita como "simétrica, minimalista e repetitiva", incentivando o "envolvimento sensorial e sensual".
Em vários casos, barcos podem ser vistos e sons como ondas, motores, pássaros cantando, trovões e chuva podem ser ouvidos. Benning disse que nunca pretendeu que o trabalho fosse sobre ambientalismo.
De acordo com os créditos do filme, os lagos são:
1. Jackson Lake - Wyoming
2. Moosehead Lake - Maine
3. Lago Salton - California
4. Lago Superior - nas divisas de Ontario, Minnesota, Wisconsin, & Michigan
5. Lago Winnebago - Wisconsin
6. Lago Okeechobee - Florida
7. Red Lake - Minnesota
8. Lago Pontchartrain - Louisiana
9. Grande Lago Salgado - Utah
10. Lake Iliamna - Alaska
11. Lake Powell - Utah & Arizona
12. Lago Crater - Oregon
13. Lake Oneida - Nova Iorque